# Warzfelden

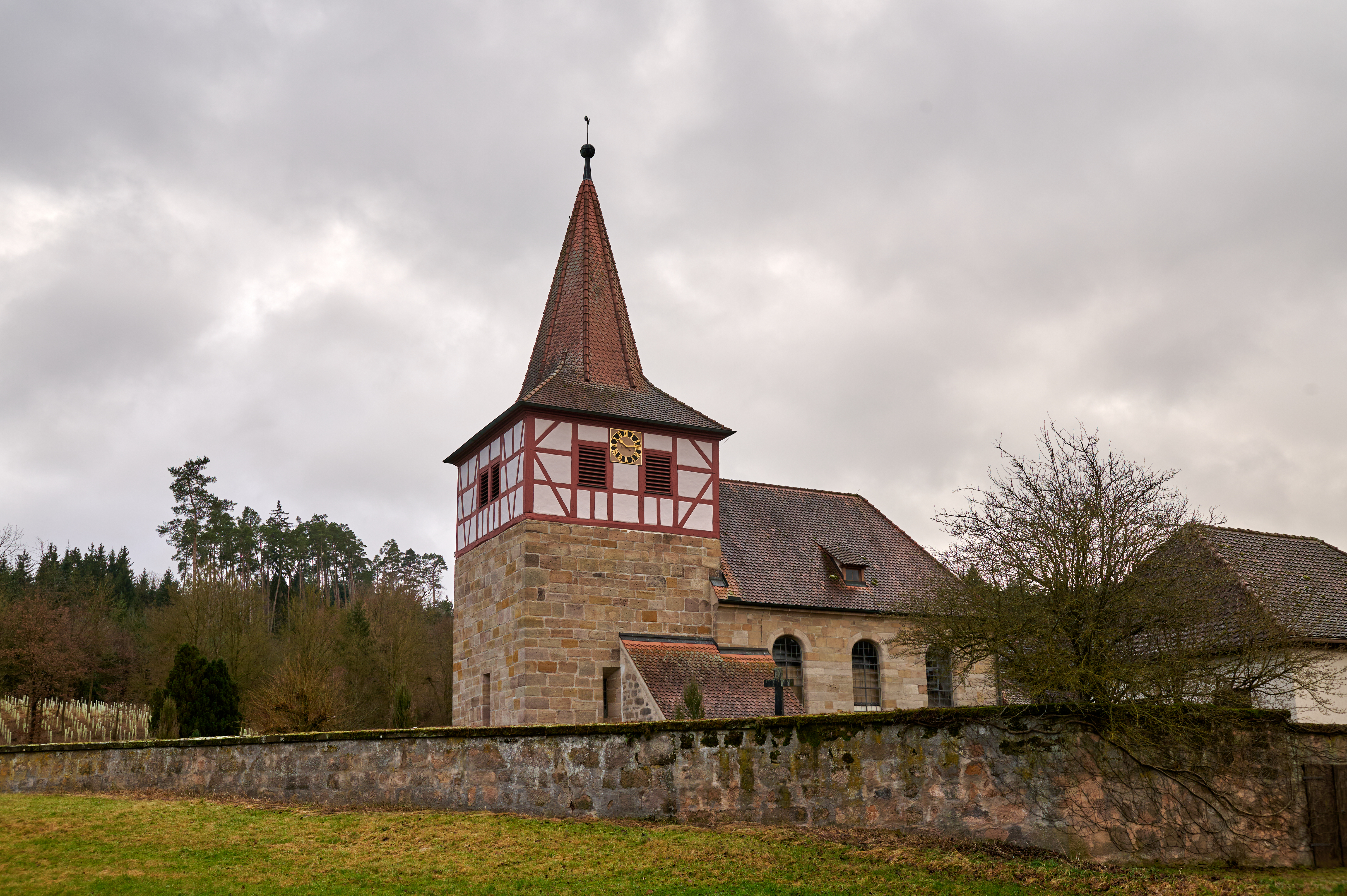
St. Mauritius in Warzfelden

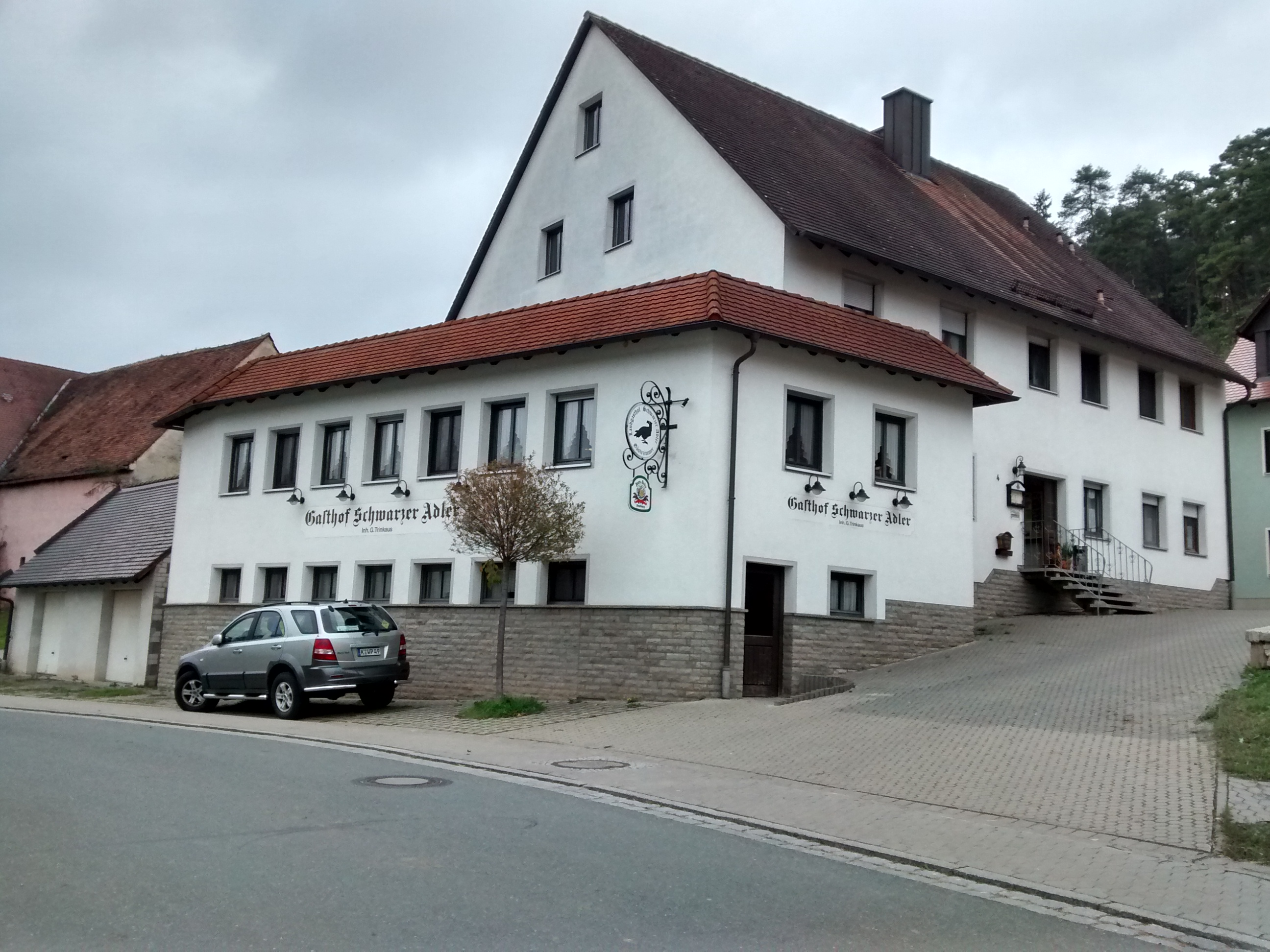
Gasthof Schwarzer Adler

Warzfelden (fränkisch: Wats-fälln) ist ein Gemeindeteil des Marktes Dietenhofen im Landkreis Ansbach (Mittelfranken, Bayern). Warzefelden liegt in der Gemarkung Kleinhaslach.

## Geografie
Durch das Kirchdorf fließt der Mettlachbach, dem dort der Hegstallgraben von rechts zumündet. Im Südwesten schließt sich das Waldgebiet Heegstall mit dem Mühlberg an. Der Ort liegt an der Kreisstraße AN 17, die nach Adelmannsdorf (2,7 km nordwestlich) bzw. zur Staatsstraße 2246 bei Kleinhaslach führt (2,3 km östlich). Gemeindeverbindungsstraßen führen nach Dietenhofen (2,5 km nördlich) und zu einer weiteren Gemeindeverbindungsstraße (1,3 km südlich) zwischen Kleinhabersdorf (0,6 km östlich) und Petersdorf (1,5 km südwestlich).

## Geschichte
Der Ort wurde im Jahr 1281 als „Wartsuelde“ erstmals urkundlich erwähnt. Das Bestimmungswort des Ortsnamens ist der Personenname Warto, der wohl auch der Name des Gründers dieser Siedlung war. Die Flurnamen „Burkwiese“ und „Burgwieslein“ verweisen auf eine Festungsanlage, die wohl im 10. Jahrhundert strategisch günstig auf einem Hügel errichtet wurde. An ihrer Stelle wurde später die Mauritiuskirche errichtet.
Im 16-Punkte-Bericht des Oberamtes Ansbach von 1684 wurden für Warzfelden 13 Mannschaften verzeichnet. Grundherren waren das Hofkastenamt Ansbach (7 Halbhöfe, 3 Güter, 1 Gütlein), das Stiftsamt Ansbach (1 Anwesen) und die Herren von Leonrod (1 Anwesen). Das Hochgericht und Dorf- und Gemeindeherrschaft übte das brandenburg-ansbachische Hofkastenamt Ansbach aus. 1689 wurde erstmals ein Lehrer in Warzfelden aufgeführt. Die Schule wurde bis 1978 genutzt.
Gegen Ende des 18. Jahrhunderts gab es in Warzfelden 15 Anwesen. Das Hochgericht und die Dorf- und Gemeindeherrschaft übte weiterhin das Hofkastenamt Ansbach aus. Alle Anwesen hatten das Fürstentum Ansbach (Hofkastenamt Ansbach: 6 Halbhöfe, 4 Güter, 1 Tafernwirtschaft, 1 Mühle, 1 Schmiede-Gütlein, 1 Tropfhaus; Stiftsamt Ansbach: 1 Söldengut) als Grundherrn. Neben den Anwesen gab es noch die Kirche und kommunale Gebäude (Schulhaus, Hirtenhaus, Brechhaus). Von 1797 bis 1808 unterstand der Ort dem Justiz- und Kammeramt Ansbach.
Im Jahre 1806 kam Warzfelden zum Königreich Bayern. Im Rahmen des Gemeindeedikts wurde Warzfelden dem 1808 gebildeten Steuerdistrikt Kleinhaslach und der 1811 gegründeten Ruralgemeinde Kleinhaslach zugeordnet. Ein Gesuch aus dem Jahre 1824, eine politische Gemeinde Warzfelden zu bilden, zu der Adelmannsdorf, Höfen und Rüdern gehören sollten, wurde abgelehnt. Mit der Eingemeindung von Kleinhaslach am 1. Juli 1972 im Zuge der Gebietsreform in Bayern wurde Warzfelden Teil der Gemeinde Dietenhofen.

### Baudenkmäler
- Evangelisch-lutherische Filialkirche St. Mauritius[16]
- Haus Nr. 4: Gasthaus zum Adler, zweigeschossiger Satteldachbau, Fachwerk, 1804, daneben eingeschossiges Wohnstallhaus mit teilweise verputztem Fachwerkgiebel, wohl 17. Jahrhundert[16]
- Haus Nr. 22: ehemalige Mühle, Fachwerkobergeschoss, 16./17. Jahrhundert[16]
- Brücke: Quadersteinbrücke, einbogig, 18./19. Jahrhundert[16]

### Einwohnerentwicklung
| Jahr      | 001818 | 001840 | 001861 | 001871 | 001885 | 001900 | 001925 | 001950 | 001961 | 001970 | 001987 | 002005 | 002013 |
| Einwohner | 129    | 129    | 115    | 131    | 133    | 109    | 124    | 141    | 98     | 88     | 96     | 94     | 82     |
| Häuser    | 23     | 24     |        |        | 25     | 23     | 22     | 22     | 22     |        | 20     |        |        |
| Quelle    | [ 18 ] | [ 19 ] | [ 20 ] | [ 21 ] | [ 22 ] | [ 23 ] | [ 24 ] | [ 25 ] | [ 26 ] | [ 27 ] | [ 28 ] | [ 29 ] | [ 1 ]  |

## Religion
Der Ort ist seit der Reformation evangelisch-lutherisch geprägt und war ursprünglich nach St. Andreas (Dietenhofen) gepfarrt, seit der ersten Hälfte des 19. Jahrhunderts ist die Pfarrei St. Martin (Kleinhaslach) zuständig. Die Einwohner römisch-katholischer Konfession waren ursprünglich nach Unsere Liebe Frau (Heilsbronn) gepfarrt, seit den 1980er Jahren ist die Pfarrei St. Bonifatius (Dietenhofen) zuständig.